# Томас, Робин (математик)
Робин Томас (англ. Robin Thomas; 22 августа 1962, Чехия — 26 марта 2020) — чешский и американский математик, работавший над теорией графов.

## Биография
В 1985 году Томас окончил Карлов университет, получив степень доктора наук, его научным руководителем был профессор Ярослав Нешетржил. Он работал на математическом факультете с Георгием Тэчю в 1989 году. С 1989 года — в Технологическом институте Джорджии. Скончался 26 марта 2020 года от бокового амиотрофического склероза после 12 лет борьбы с болезнью.

## Награды
Нил Робертсон, Пол Сеймур и Робин Томас были награждены премией Фалкерсона в 1994 году за выдающиеся достижения в исследованиях гипотезы Хадвигера, соавтор научной статьи к дискретной математике, в 2009 году доказал строгую теорему о совершенных графах. В 2011 году Томаса наградили премией Фонда Карела Янечка за математические достижения. С 2012 года член Американского математического общества. В 2018 году входил в комитет по присуждению стипендии SIAM.